# Спитцер, Элиот
Элиот Лоуренс Спитцер (англ. Eliot Laurence Spitzer; род. 10 июня 1959, Бронкс, Нью-Йорк) — американский политический и государственный деятель, с марта 2006 до марта 2008 года губернатор штата Нью-Йорк от Демократической партии. Бывший генеральный прокурор штата. Добровольно ушёл в отставку из-за громкого политического скандала. Критиковал политику правительства, связанную с ипотечным кредитованием.

## Биография
Родился в Бронксе в семье строительного магната Бернарда Спитцера и его супруги Анны, известных меценатов. Предки его отца были австрийскими евреями, проживавшими в Польше (ныне территория Украины, село Толстое Чертковского района Тернопольской области), предки по матери приехали в США из Палестины.
Обвинялся в том, что потратил около 80 тысяч долларов, часть из которых были бюджетными средствами, на услуги элитных проституток. Скандал разразился в марте 2008 года, когда стало известно, что 13 февраля Спитцер воспользовался услугами проститутки Эшли Дюпре, работавшей под псевдонимом Кристен. 12 марта 2008 года Спитцер был вынужден объявить о своей отставке, он принёс извинения избирателям штата и семье за своё поведение. В апреле 2009 года в интервью NBC Спитцер сказал, что пользовался услугами проституток «нечасто и недолго», отметив: «это было с моей стороны большой ошибкой».